# Stefan Warchoł (wojskowy)
Stefan Warchoł, ps. Mol (ur. 11 sierpnia 1894 w Straszydlu, zm. 1949) – podpułkownik piechoty Wojska Polskiego, działacz niepodległościowy, kawaler Orderu Virtuti Militari.

## Życiorys
Urodził się 11 sierpnia 1894 we wsi Straszydle, w ówczesnym powiecie rzeszowskim Królestwa Galicji i Lodomerii, w rodzinie Józefa i Anny z Kotowiczów. Ukończył szkołę ludową w Rzeszowie, a następnie trzyletnią Krajową Niższą Szkołę Rolniczą w Miłocinie, której celem było „kształcenie synów włościan na zdolnych gospodarzy”.
15 sierpnia 1914 wstąpił do Legionów Polskich. Walczył w szeregach I batalionu 2 pułku piechoty. 12 maja 1915 pod Sawokrzyńcami został ranny. Wyróżnił się w dniach 20 i 21 czerwca 1916 w walce pod Hruziatynem, w której jako sierżant dowodził III plutonem 4 kompanii. 1 stycznia 1917 został mianowany chorążym piechoty. W tym czasie był przydzielony z macierzystego pułku do Krajowego Inspektoratu Zaciągu. W sierpniu 1917 pełnił służbę w Kursie Wyszkolenia nr 4 w Zambrowie, który był oddziałem Polskiej Siły Zbrojnej. Później wrócił do 2 pułku piechoty, który był częścią Polskiego Korpusu Posiłkowego. Wziął udział w bitwie pod Rarańczą (15–16 lutego 1918), a po niej dołączył do II Korpusu Polskiego w Rosji. Pełnił służbę w 14 pułku strzelców polskich. Wyróżnił się 11 maja 1918 dowodząc plutonem 7 kompanii w bitwie pod Kaniowem, w której został dwukrotnie ranny. 20 sierpnia 1921 pułkownik Kazimierz Łukoski, były dowódca 14 pułku strzelców polskich, sporządził wniosek na odznaczenie orderem Virtuti Militari, w którym napisał:

chorąży Warchoł Stefan, dowódca plutonu 7 kompanii, w dniu bitwy pod Kaniowem z Niemcami, gdy 14 pułk strzelców został zaalarmowany potyczką placówki ułańskiej pod folwarkiem Sałowoj z Niemcami, zostaje napadnięty przez Niemców ze swoim plutonem na kwaterach jeszcze. Ranny odłamkiem granatu ręcznego, przyjmuje walkę wręcz na białą broń, by pod ogniem karabinowym Niemców w zamkniętym miejscu nie ponieść większych strat. Nie zważając na otrzymaną ranę, daje przykład poświęcenia się i odwagi swoim żołnierzom, rzucając się z bagnetem na grupki Niemców, którzy walki wręcz nie przyjęli. Odrzuciwszy ich na kilkadziesiąt kroków rozpoczyna ogień salwowy i granatami ręcznymi i rozbiwszy Niemców dołącza do plutonu por. Tadeusza Króla, dowódcy 7 kompanii, z którym dalej prowadzi kontratak. Przy wycofywaniu się do środka wsi Kozina, prowadząc w dalszym ciągu pluton w 7 kompanii, odpierającej dalsze ataki Niemców i osłaniającej przegrupowanie II batalionu, zostaje powtórnie ranny, otrzymując ciężki postrzał w brzuch.

Od 12 maja do 30 czerwca 1918 jako niemiecki jeniec leczył się w szpitalu w Kijowie. 1 lipca tego roku uciekł z niewoli i ukrywał w Kijowie, gdzie kontynuował leczenie i należał do Polskiej Organizacji Wojskowej.
20 listopada 1918 został przyjęty do Wojska Polskiego z zatwierdzeniem stopnia podporucznika i przydzielony do Szkoły Mierniczej. 13 lutego 1919 został przeniesiony do Straży Granicznej. 20 maja 1920 został mianowany z dniem 1 grudnia 1919 porucznikiem w strzelcach granicznych. Pełnił wówczas służbę w 2 pułku strzelców granicznych. 14 października 1920 został zatwierdzony z dniem 1 kwietnia 1920 w stopniu kapitana, w piechocie, w grupie oficerów byłych Legionów Polskich i nadal pełnił służbę w 2 pułku strzelców granicznych.
16 lutego 1921 został przeniesiony do batalionu zapasowego 27 pułku piechoty w Częstochowie. W kwietniu tego roku został przeniesiony do 54 pułku piechoty w Tarnopolu. W czerwcu 1921 został przydzielony z 54 pp do Centrum Wyszkolenia Dowództwa Okręgu Generalnego Lwów. 3 maja 1922 został zweryfikowany w stopniu kapitana ze starszeństwem od 1 czerwca 1919 i 685. lokatą w korpusie oficerów piechoty. W 1924 w Tarnopolu zdał maturę. 1 kwietnia 1925 został przydzielony do Dowództwa 12 Dywizji Piechoty w Tarnopolu na stanowisko II oficera sztabu, a później przesunięty na stanowisko I oficera sztabu. 12 kwietnia 1927 prezydent RP nadał mu stopień majora z dniem 1 stycznia 1927 i 24. lokatą w korpusie oficerów piechoty. 23 grudnia 1927 został przeniesiony do kadry oficerów piechoty z pozostawieniem na dotychczas zajmowanym stanowisku. W styczniu 1928 został przeniesiony do 51 pułku piechoty w Brzeżanach na stanowisko dowódcy I batalionu. W lutym 1931 został przeniesiony do Szkoły Podchorążych Piechoty w Komorowie na stanowisko dowódcy batalionu. W marcu 1932 został przesunięty na stanowisko kwatermistrza. W listopadzie 1933 został przeniesiony do 40 pułku piechoty we Lwowie na stanowisko dowódcy III batalionu. 27 czerwca 1935 prezydent RP nadał mu stopień podpułkownika z dniem 1 stycznia 1935 i 15. lokatą w korpusie oficerów piechoty. W lipcu tego roku został przeniesiony do 43 pułku piechoty w Dubnie na stanowisko zastępcy dowódcy pułku. W marcu 1939 pełnił służbę w Komendzie Rejonu Uzupełnień Lwów Miasto na stanowisku komendanta rejonu uzupełnień. W styczniu 1943 pełnił służbę w Armii Polskiej na Wschodzie na stanowisku kierownika samodzielnego referatu uzupełnień Rejonu Etapów w Iranie.
Był żonaty, miał córkę Krystynę Teresę (ur. 1932).

## Ordery i odznaczenia
- Krzyż Srebrny Orderu Wojskowego Virtuti Militari nr 6731 – 10 maja 1922[34][4]
- Krzyż Niepodległości – 6 czerwca 1931 „za pracę w dziele odzyskania niepodległości”[35]
- Krzyż Walecznych po raz pierwszy, drugi i trzeci – 1 grudnia 1922 „za czyny orężne w czasie bojów Legionów Polskich”[36]
- Krzyż Walecznych po raz pierwszy – 24 grudnia 1921 „za męstwo i odwagę wykazane w bitwie Kaniowskiej w składzie b. II Korpusu Wschodniego w dniu 11.5.18 r.”[37]
- Złoty Krzyż Zasługi – 10 listopada 1928 „w uznaniu zasług położonych na polu pracy w poszczególnych działach wojskowości”[38][39]
- Medal Pamiątkowy za Wojnę 1918–1921[4]
- Medal Dziesięciolecia Odzyskanej Niepodległości[4]
- Krzyż Oficerski Orderu Lwa Białego[4]
- Medal Zwycięstwa – 12 grudnia 1921[40]